# 東莞南城体育公園
東莞南城体育公園(とうかんなんじょうたいいくこうえん、簡体字中国語: 东莞南城体育公园、英: Dongguan Nancheng Sports Park)は、中華人民共和国の広東省東莞市南城区にある公園、及びその敷地内にある球技専用スタジアムである。

## 概要
球技専用スタジアムの収容人数は20,000人、総敷地面積は18,000平方メートル。公園内には球技専用スタジアムの他、5面のバスケットボールコートや屋外テニスコートなども完備されている。主にサッカーの試合に用いられる。中国サッカー・乙級リーグに所属する東莞南城がホームスタジアムとして使用している。また、中国FAカップの会場としても用いられることがある。

## 交通アクセス
広深線の東莞駅より車で約37分(約25km)。徒歩17分の場所に東莞軌道交通2号線の西平駅が出来る予定。